# Андреас Міс
Андреас Міс (нім. Andreas Mies) — німецький тенісист, спеціаліст із парної гри, переможець Відкритого чемпіонату Франції в парному розряді. 

## Значні фінали

### Фінали турнірів Великого шолома

#### Пари: 1
| Результат | Рік  | Турнір      | Поверхня | Партнер      | Супротивники               | Рахунок       |
| --------- | ---- | ----------- | -------- | ------------ | -------------------------- | ------------- |
| Перемога  | 2019 | French Open | Ґрунт    | Кевін Кравіц | Фабріс Мартен Жеремі Шарді | 6-2, 7-6(7-3) |